# João Crescêncio
João Crescêncio (Giovanni Crescenzio) (? - 1012), filho de Crescêncio II (? - 998), nasceu em Roma.
No início de 1001 uma revolta eclodiu em Roma contra Otão III, que então residia permanentemente na Cidade Eterna. O imperador e o Papa Silvestre II foram obrigados a fugir. É bastante provável que João Crescêncio fosse o motor dessa rebelião.

De qualquer forma, depois disso, ele tornou-se na maior autoridade em Roma e, depois da morte de Otão III (janeiro de 1002), tomou o título de seu pai, Patricius Romanorum. O papa Silvestre II foi autorizado a regressar a Roma, mas tinha pouco a ver com o governo temporal. O mesmo se pode dizer dos seus sucessores: João XVII (1003), João XVIII (1003-1009) e Sérgio IV (1009-1012), todos nomeados por influência de João Crescêncio.
O patricius morreu na primavera de 1012 e, com ele, acabou a influência dos Crescêncios em Roma.